# Banater Bulgarisch

Bulgarische Siedlungen im Banat

Das Banater Bulgarisch ist eine südslawische Mikroliteratursprache, die im historischen Banat (Westen Rumäniens, Norden Serbiens) von circa 20.000 Banater Bulgaren gesprochen wird.

## Herkunft
Eine Gruppe vorwiegend katholischer Bulgaren floh im 18. Jahrhundert nach dem gescheiterten Aufstand von Tschiprowzi gegen die Osmanen in das Banat. Ihr südwestbulgarischer Dialekt wurde durch die räumliche und politische Trennung vom Standardbulgarischen allmählich zu einer Mikroliteratursprache.

## Eigenarten
Abgesehen von den phonetischen und morphologischen Eigenheiten weist das Banater Bulgarische auch weniger Lehnwörter aus dem Russischen, Altkirchenslawischen und Türkischen auf als das Standardbulgarische. Es enthält aber mehr Lehnwörter aus dem Serbischen, Rumänischen, Ungarischen und Deutschen (z. B. hajzenban für „Eisenbahn“).

## Schrift
Die Banater Bulgaren sind mehrheitlich römisch-katholisch und verwenden daher das lateinische Alphabet. Im Gegensatz dazu wird das im mehrheitlich orthodoxen Bulgarien verwendeten Standardbulgarische mit kyrillischer Schrift geschrieben.

## Entwicklung

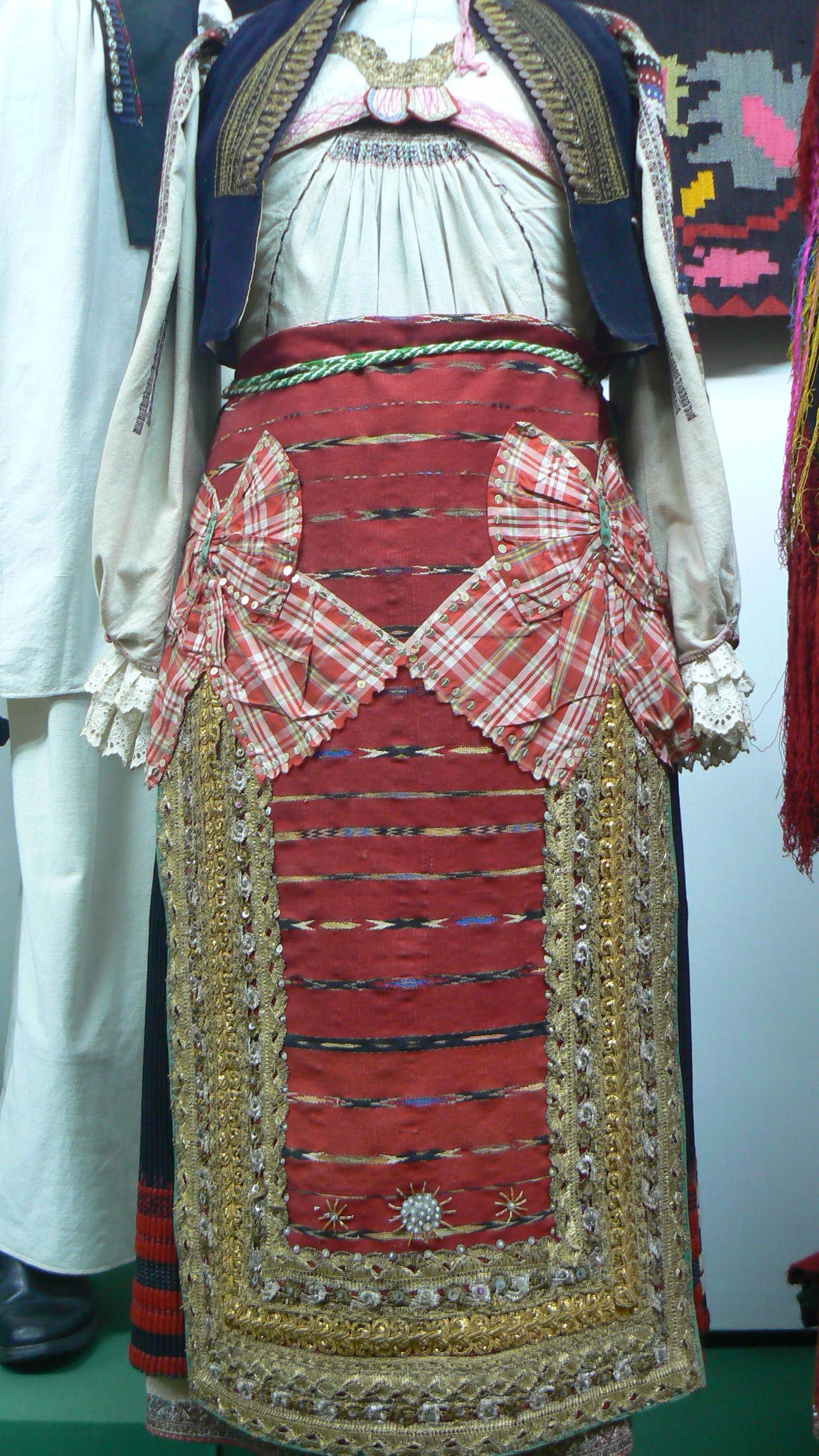
Tracht einer Banater Bulgarin

In der Österreichisch-Ungarischen Monarchie durfte das Banater Bulgarisch ab den 1860er Jahren in den Schulen gelehrt werden, wurde jedoch in den 1890er Jahren durch die Magyarisierung aus dem Schulalltag verdrängt und durch das Ungarische ersetzt. Ab 1930 wurde der Gebrauch des Banater Bulgarischen im rumänischen Teil des Banat zumindest im kirchlichen und kulturellen Bereich wieder gefördert. Seit dem Zweiten Weltkrieg wurde in den Schulen Bulgarisch gelehrt – allerdings das Standardbulgarische. Das Banater Bulgarisch wurde damit auf den kirchlichen und privaten Bereich beschränkt. 
Seit Anfang der 1990er Jahre erlebt die Sprache durch das wiedererwachte Selbstvertrauen der Banater Bulgaren einen Aufschwung.

## Gegenwärtige Verbreitung
Rumänien: Banater Bulgarisch ist die Hauptsprache in den Dörfern Dudeștii Vechi, Breștea und Vinga. In Timișoara bilden die Banater Bulgaren zwar nur eine Minderheit, doch hat diese Stadt Vinga als kulturelles Zentrum der Banater Bulgaren abgelöst.
Schätzungen zu Sprechern des Banater Bulgarischen in Serbien belaufen sich auf rund 5000, die in einigen Gemeinden im Westen der Vojvodina (z. B. in Ivanovo) als Minderheit leben.

## Gebrauch in den Medien
Radio Timișoara berichtet eine halbe Stunde wöchentlich auf Banater Bulgarisch.